# W świetle księżyca
W świetle księżyca (ang. By the Light of the Silvery Moon) – amerykański film muzyczny z 1953 roku. Jest to sequel obrazu Nad księżycową zatoką (ang. On Moonlight Bay) z 1951.

## Fabuła
USA, koniec I wojny światowej. William Sherman, powraca z frontu do domu. Jego narzeczona Marjorje Winfield, pragnie by wreszcie wzięli ślub. Jednak William, choć kocha Marjorje, nie chce się żenić, dopóki nie zbierze odpowiedniej ilości gotówki na wspólne życie. Jego postawa – wynikająca z obawy przed finansowymi problemami związanymi z utrzymaniem rodziny – sprawia, że związkowi grozi rozpad.

## Obsada
- Doris Day jako Marjorie Winfield
- Gordon MacRae jako William „Bill” Sherman
- Billy Gray jako Wesley Winfield
- Leon Ames jako George Winfield
- Rosemary DeCamp jako Alice Winfield
- Mary Wickes jako Stella
- Russell Arms jako Chester Finley